# Jeugdschaaktoernooien in 2005
In 2005 werden onder meer de volgende jeugdschaaktoernooien gehouden: 

## Euro Chess Tournament 2005
Van 8 t/m 13 augustus 2005 werd in Hengelo het Euro Chess Tournament 2005 (Open Nederlands Jeugdkampioenschap) verspeeld, waar zo'n 600 schakers in 6 groepen aan deelnamen.
- De Stork Young Masters (=de hoofdgroep) werd gewonnen door 1.Aleksander Rjazantsev met 6 punten uit 9. 2.Andrej Zjyhalka, 3.David Baramidze en 4.Vladimir Belov haalden dezelfde score. Verder speelden hierin mee 5.Jan Smeets met 5.5 punt - 6.Vladimir Barnaure met 5 punten - 7.Aleksandr Charitonov met 5 punten - 8.Sjarhej Zjyhalka met 5 punten - 9.Constantin Lupulescu met 5 punten - 10.Daan Brandenburg met 5 punten - 11.Wouter Spoelman met 5 punten - 12.Tomi Nybäck met 4.5 punt - 13.Alina Motoc met 4.5 punt - 14.Ramon Koster met 4 punten - 15.Bart Michiels met 3.5 punt - 16.Joost Michielsen met 3.5 punt - 17.Irina Vasiljevitsj met 3 punten - 18.Ali Bitalzadeh met 3 punten - 19.Anna Sjarevitsj met 2.5 punt en 20.Marlies Bensdorp met 2 punten
- De A-groep (tot 20 jaar) werd gewonnen door Jeffrey van Vliet met 8 uit 9. De meisjeskampioen werd Sarah Hoolt met 5 uit 9.
- De B-groep (tot 16 jaar) werd gewonnen door Twan Burg met 7,5 uit 9. Yme Gorter haalde dezelfde score. Pauline van Nies werd met 7 uit 9 meisjeskampioen.
- De C-groep (tot 14 jaar) werd gewonnen door Jonathan Tan met 8 uit 9. Daniel Schenkeveld haalde dezelfde score. Leonore Braggaar werd met 6,5 uit 9 meisjeskampioen.
- De D-groep (tot 12 jaar) werd gewonnen door Hugo ten Hertog met 10,5 uit 13. Milan Mostertman en Nils Nijs haalden dezelfde score. Lisa Schut werd met 9 uit 13 meisjeskampioen.
- De E-groep (tot 10 jaar) werd gewonnen door Nick Bijlsma met 11 uit 13. Laura Saligo werd met 9 uit 13 meisjeskampioen.

## Kampioenschap rapidschaak Rotterdam
Op 12 november 2005 werd in Rotterdam het rapidschaak-kampioenschap van de jeugd verspeeld. Er waren vijf groepen en er werden zeven ronden gespeeld.

groep A:
- 1. GertJan van Vliet winnaar met 6 punten (na tie-break}
- 2. Chiel van Oosterom 6 punten
- 3. Rick van der Pluijm 5 punten

De overige groepswinnaars waren:

groep B: Reint van der Knijff met 7 punten

groep C: Naomi Snikkers met 6.5 punt

groep D: Roger Meng met 7 punten

groep E: Omar Gomez Shee met 6 punten

## Wereldkampioenschap junioren 2005
Van 9 t/m 22 november 2005 werd in Istanboel het toernooi om het wereldkampioenschap voor A-junioren gehouden met 92 deelnemers in 13 ronden. De Nederlandse schakers werden begeleid door Vladimir Chuchelov

De hoogst eindigenden bij de heren:

- 1. Shakhriyar Mamedyarov werd kampioen met 10.5 punt
- 2. Ferenc Berkes met 9.5 punt
- 3. Jevgeni Aleksejev met 9 punten
- 4. Vugar Gashimov met 9 punten
- 5. Jan Smeets met 8.5 punt
- 6. Li Chao met 8.5 punt
- 7. Daniël Stellwagen met 8.5 punt

De nummers 1, 2 en 3 bij de dames:

- 1. Elisabeth Pähtz werd kampioene met 10 punten
- 2. Gu Xiaobing met 9.5 punt
- 3. Beata Kadzialka met 9 punten